# 前600年9月10日日食
前600年9月10日日食是一次全食帶起於亞洲中國皖南，經過東海、日本九州南部、大洋洲，最終結束於南太平洋復活節島西方海面的日全食。

## 文獻記錄
中國儒家經典《春秋經》記載，春秋時期魯宣公八年，「秋七月甲子，日有食之，既」，經後人推算，西元前600年9月10日中國時區上午6點11分，曾發生一次日食，魯國國都曲阜可見食分0.88。

## 基本參數
- 類型：全食

- 沙羅周期序號：54
- 日期：前600年9月10日（儒略曆）
- 時間：4時43分29秒 (UTC)
- 地點：北緯9.9°，東經172.5°
- 食分：1.0501
- 太陽高度：28°
- 月球本影路經寬度：166公里
- 全食持續時間：4分13秒

### 注腳
1. ↑  . NASA.   [2015-07-12]. （原始内容存档于2014-08-15） （英语）.
2. ↑  .   [2021-12-19]. （原始内容存档于2021-12-19）.

### 其他參考
- 前6世紀日食列表
- 胡鐵珠《大衍曆交食計算精度》

| \| \| 日食 \|                              |                               |                                           |
| 上一次日食： 前600年3月17日日食 （日環食） | 前600年9月10日日食 （日全食） | 下一次日食： 前599年3月6日日食 （日環食） |
| 上一次日全食： 前601年9月20日日食          | 前600年9月10日日食 （日全食） | 下一次日全食： 前597年1月14日日食         |
|                                            | 日食                          |                                           |